# Coppa Bernocchi 1995
La Coppa Bernocchi 1995, settantasettesima edizione della corsa, si svolse il 17 agosto 1995 su un percorso di 209 km. Era valida come evento del circuito UCI categoria 1.2. La vittoria fu appannaggio dell'italiano Stefano Zanini, che terminò la gara in 4h58'10", alla media di 42,057 km/h, precedendo i connazionali Alessio Di Basco e Gabriele Missaglia. L'arrivo e la partenza della gara furono a Legnano.

## Ordine d'arrivo (Top 10)
| Pos. | Corridore            | Squadra            | Tempo    |
| ---- | -------------------- | ------------------ | -------- |
| 1    | Stefano Zanini       | Gewiss             | 4h58'10" |
| 2    | Alessio Di Basco     | Amore & Vita       | s.t.     |
| 3    | Gabriele Missaglia   | Brescialat         | s.t.     |
| 4    | Flavio Vanzella      | MG Boys Maglificio | s.t.     |
| 5    | Roberto Pistore      | Team Polti         | s.t.     |
| 6    | Francesco Casagrande | Mercatone Uno      | s.t.     |
| 7    | Michele Coppolillo   | Navigare           | s.t.     |
| 8    | Felice Puttini       | Refin              | s.t.     |
| 9    | Ivan Gotti           | Gewiss             | s.t.     |
| 10   | Massimo Donati       | Mercatone Uno      | s.t.     |